# James Blaylock
Pour les articles homonymes, voir Blaylock.
Œuvres principales
- Le Vaisseau elfique
- Homonculus

James Paul Blaylock, né le 20 septembre 1950 à Long Beach en Californie, est un écrivain américain de science-fiction.
Avec Tim Powers et K. W. Jeter, il est à l'origine du steampunk.

## Œuvres

### Contes de l'Oriel
1. Le Vaisseau elfique, 1997 ((en) The Elfin Ship, 1982)
2. Le Nain qui disparaissait, 1998 ((en) The Disappearing Dwarf, 1983)
3. Le Géant de pierre, 1999 ((en) The Stone Giant, 1989)

### UniversNarbondo/St. Ives

#### SérieNarbondo
1. (en) The Digging Leviathan, 1984
2. (en) Zeuglodon, 2012

#### SérieLangdon St. Ives
1. Homonculus, 1991 ((en) Homonculus, 1986)Prix Philip-K.-Dick 1987
2. Le Temps fugitif, 1995 ((en) Lord Kelvin's Machine, 1992)Réédition sous le titre La Machine de Lord Kelvin aux éditions Bragelonne en 2017
3. (en) The Ebb Tide, 2009
4. (en) The Affair of the Chalk Cliffs, 2011
5. (en) The Aylesford Skull, 2013
6. (en) Beneath London, 2015
7. (en) River's Edge, 2017
8. (en) The Gobblin’ Society, 2020

### SérieChristian
1. Le Dernier Denier, 1990 ((en) The Last Coin, 1988)
2. (en) The Paper Grail, 1991
3. Sonne le glas de la terre, 2001 ((en) All the Bells on Earth, 1995)

### SérieGhosts
1. Les Reliques de la nuit, 1995 ((en) Night Relics, 1994)
2. (en) Winter Tides, 1997
3. (en) The Rainy Season, 1999

### Romans indépendants
- (en) The Complete Twelve Hours of the Night, 1986Écrit avec Tim Powers.
- (en) Land of Dreams, 1987
- (en) The Magic Spectacles, 1991
- (en) The Knights of the Cornerstone, 2008
- (en) Pennies from Heaven, 2022

### Recueils de nouvelles
- (en) 13 Phantasms, 2000
- (en) On Pirates, 2001Écrit avec Tim Powers.
- (en) The Devils in the Details, 2003Écrit avec Tim Powers.
- (en) In For A Penny, 2003
- (en) The Shadow on the Doorstep, 2009